# Rosthalsad timalia
Rosthalsad timalia (Schoeniparus rufogularis) är en asiatisk fågel i familjen marktimalior med vid utbredning från Indien till Vietnam.

## Utseende
Rosthalsad timalia är en liten (12–13 cm) och prydligt tecknad timalia. På huvudet syns rostbun hjässa med långa och längsgående, svarta hjässband, ett brett och vitt ögonbrynsstreck, vit ögonring och svart kind. Undersidan är vitaktig med ett diagnostiskt brett kastanjebrunt halsband över nedre delen av strupen. Flankerna är gråbruna och undergumpen beigefärgad.

## Utbredning och systematik
Rosthalsad timalia delas upp i sex underarter med följande utbredning:
- Schoeniparus rufogularis rufogularis – Himalaya (Bhutan till norra Assam norr om Brahmaputra)
- Schoeniparus rufogularis collaris – bergsskogar från östra Assam till Bangladesh
- Schoeniparus rufogularis major – nordöstra Myanmar till norra och östra Thailand och nordcentrala Laos
- Schoeniparus rufogularis stevensi – södra Kina (sydvästra Yunnan) och norra Indokina
- Schoeniparus rufogularis kelleyi – centrala Vietnam (Quangtriprovinsen)
- Schoeniparus rufogularis khmerensis – sydöstra Thailand och närliggande sydvästra Kambodja

### Släktes- och familjetillhörighet
Länge placerades arterna i Schoeniparus, Lioparus, Fulvetta och Alcippe i ett och samma släkte, Alcippe, men flera genetiska studier Senare genetiska studier visar att de är långt ifrån varandras närmaste släktingar och förs nu istället vanligen till tre olika familjer: Schoeniparus i marktimaliorna, Fulvetta och Lioparus i sylviorna, och Alcippe i fnittertrastarna eller i den egna familjen Alcippeidae.

## Levnadssätt
Rosthalsad timalia hittas i olika sorters skog, bambustånd och buskmarker. Fågeln är svår att syn på där den födosöker i tät vegetation nära marken, enstaka, i par eller smågrupper på jakt efter små ryggradslösa djur. 

### Häckning
Arten häckar från mars till juni i Indien, i juni och juli i Laos och Vietnam. Det rätt lösa kupol- eller skålformade boet av löv och död bambu placeras på marken längst ner i en buske eller upp till en meters höjd i trädklykan av ett litet träd. Däri lägger den tre till fyra ägg.

## Status och hot
Arten har ett stort utbredningsområde, men tros minska i antal, dock inte tillräckligt kraftigt för att den ska betraktas som hotad. Internationella naturvårdsunionen IUCN listar arten som livskraftig (LC).